# كايسي ستروه
كايسي ستروه (مواليد 29 مايو 1984) هي ممثلة، مغنية وراقصة أمريكية، أشتهرت لدورها في سلسلة أفلام هاي سكول ميوزيكال.

## وصلات خارجية
- كايسي ستروه على موقع IMDb (الإنجليزية)
- كايسي ستروه على موقع ميوزك برينز (الإنجليزية)
- كايسي ستروه على موقع أول موفي (الإنجليزية)
- كايسي ستروه على موقع قاعدة بيانات الأفلام السويدية (السويدية)
- كايسي ستروه على موقع أول ميوزيك (الإنجليزية)
- كايسي ستروه على موقع ديسكوغز (الإنجليزية)
- كايسي ستروه على موقع قاعدة بيانات الفيلم (الإنجليزية)